# Fairouz Fredison
Fairouz Fredison is een Surinaams inheems activiste. Ze is voorzitter van Native Power en politiek actief voor Alternatief 2020 (A20).

## Biografie
Fairouz Fredison is afkomstig uit Matta en woonachtig in Witsanti, in beide gevallen in Para. Ze trad in 2009 in dienst van het Nationale Leger en werkte sindsdien voor het Directoraat Nationale Veiligheid. Daarnaast teelt ze als ondernemer pluimvee.
Ze is voorzitter van Native Power en nam het initiatief voor een stille loop op 13 mei 2023 in Paramaribo om aandacht te vragen voor de fundamentele rechten van inheems-Surinaamse volken. De dag ervoor werd ze opgeroepen door de militaire politie die haar erop wees dat een militair niet zomaar kon meedoen aan een collectieve actie en dat ze bij overtreding kon rekenen op consequenties als ontslag en celstraf. Tijdens de stille loop besloot ze daarom geen toespraak te houden. Twee weken later diende ze haar ontslag zelf in, om zo onbeperkt op te kunnen komen voor inheemse rechten. De stille loop kende een hoge opkomst, omdat twee weken eerder twee inheemsen om het leven waren gekomen tijdens een geëscaleerd protest tegen gronduitgiftes in Para.
Politiek is ze actief voor Alternatief 2020 (A20). Tijdens de verkiezingen van 2020 was ze op nummer 1 verkiesbaar in het district Para. In januari 2024 meldde de inheemse politieke Amazone Partij Suriname (APS) trots Fredison te hebben binnengehaald. De partij had te maken gehad met uittredende leden en Fredison was een van de nieuwe leden in het hoofdbestuur.
Uiteindelijk was de samenwerking een kort leven beschoren en keerde ze in juni van dat jaar weer terug naar A20. In oktober 2024 volgde ze op kosten van de Organisatie van Amerikaanse Staten de vierdaagse Course for Women Electoral Candidates in Port of Spain in Trinidad en Tobago. Rond 2025 is ze  afdelingsvoorzitter van Para.
Tijdens de verkiezingen van 2025 stond zij op nummer 2 van de lijst van de A20, dat een samenwerkingslijst is van A20, DOE en de PRO.